# هانا لازلو
هانا لازلو ((به عبری: חנה לסלאו)؛ زادهٔ ۱۴ ژوئن ۱۹۵۳) یک هنرپیشه اهل اسرائیل است. وی از سال ۱۹۷۶ میلادی تاکنون مشغول فعالیت بوده‌است.
از فیلم‌ها یا برنامه‌های تلویزیونی که وی در آن نقش داشته است، می‌توان بهآدام زنده‌شد اشاره کرد.